# Wereldkampioenschap voetbal 2018 (Groep D) Nigeria - IJsland
Dit artikel gaat over de wedstrijd in de groepsfase in groep D tussen Nigeria en IJsland die gespeeld werd op vrijdag 22 juni 2018 tijdens het wereldkampioenschap voetbal 2018. Het duel was de vijfentwintigste wedstrijd van het toernooi.

## Voorafgaand aan de wedstrijd
- Nigeria stond bij aanvang van het toernooi op de achtenveertigste plaats van de FIFA-wereldranglijst.[1]
- IJsland stond bij aanvang van het toernooi op de tweeëntwintigste plaats van de FIFA-wereldranglijst.[2]
- Deze confrontatie tussen de nationale elftallen van Nigeria en IJsland was de tweede in de historie.[3]
- Het duel vond plaats in het Volgograd Arena in Wolgograd. Dit stadion werd in 2017 geopend en kan 45.568 toeschouwers herbergen.

## Wedstrijdgegevens[4]
| Datum                | 22 juni 2018                                                                                            | 22 juni 2018                                                                                            |
| Wedstrijdnummer      | 25 | 25 |
| Stadion              | Volgograd Arena, Wolgograd                                                                              | Volgograd Arena, Wolgograd                                                                              |
| Toeschouwers         | 40.904                                                                                                  | 40.904                                                                                                  |
| Scheidsrechter       | Matthew Conger                                                                                          | Matthew Conger                                                                                          |
| Assistenten          | Simon Lount Tevita Makasini                                                                             | Simon Lount Tevita Makasini                                                                             |
| Vierde official      | Ricardo Montero                                                                                         | Ricardo Montero                                                                                         |
| Videoscheidsrechters | Massimiliano Irrati Elenito Di Liberatore (assistent) Paweł Gil (assistent) Gianluca Rocchi (assistent) | Massimiliano Irrati Elenito Di Liberatore (assistent) Paweł Gil (assistent) Gianluca Rocchi (assistent) |
| Man van de wedstrijd | Ahmed Musa                                                                                              | Ahmed Musa                                                                                              |
|                      | Nigeria                                                                                                 | IJsland                                                                                                 |
| Doelpunten           | 2 | 0 |
| Gele kaarten         | 1 | 0 |
| Rode kaarten         | 0 | 0 |
| Wissels              | 3 | 3 |
| Schoten op doel      | 4 | 3 |
| Schoten naast doel   | 6 | 6 |
| Overtredingen        | 9 | 10 |
| Hoekschoppen         | 6 | 5 |
| Buitenspel           | 1 | 0 |
| Balbezit (%)         | 58 | 42 |

| Nigeria | 2 – 0           | IJsland |
| (Victor Moses) Ahmed Musa 49' (Kenneth Omeruo) Ahmed Musa 75' | goals (assists) | |
| Gernot Rohr | bondscoach      | Heimir Hallgrímsson |
| Francis Uzoho Kenneth Omeruo William Troost-Ekong Leon Balogun John Obi Mikel Oghenekaro Etebo 90' Wilfred Ndidi Victor Moses Brian Idowu 46' Ahmed Musa Kelechi Iheanacho 85' | opstellingen    | Hannes Þór Halldórsson Birkir Már Sævarsson Kári Árnason 65' Ragnar Sigurðsson Hörður Björgvin Magnússon Rúrik Gíslason 87' Aron Gunnarsson Gylfi Sigurðsson Birkir Bjarnason 71' Jón Daði Böðvarsson Alfreð Finnbogason |
| Tyronne Ebuehi 46' Odion Ighalo 85' Alex Iwobi 90' | wissels         | 65' Sverrir Ingi Ingason 71' Björn Bergmann Sigurðarson 87' Ari Freyr Skúlason |
| Brian Idowu 44' | gele kaarten    | |
| | rode kaarten    | |